# Prim'Holstein
Cet article concerne la race française. Pour la race internationale dont elle est issue, voir Holstein (race bovine).
La prim’holstein est une race bovine laitière correspondant aux populations devenues françaises au sein de la race holstein d'origine néerlandaise.  
La prim’holstein est devenue, en France, la première vache laitière en nombre d'individus et en importance économique, au point que cette vache de robe blanc et noir est devenue l'archétype de la vache laitière, voire de la vache en général.

## Historique

### Origine
La prim’holstein est issue d'une race venue du Nord de l'Europe, de la Frise au Jutland, constituant la famille des races bovines du littoral de la mer du Nord. Les vaches pie noir y sont déjà connues au XVIe siècle, mais la population reste limitée par les conflits que subit le territoire des Pays-Bas espagnols, les destructions et inondations. À partir du XVIIIe siècle, la race fait l'objet de sélection en vue d'améliorer la production laitière, le taux butyreux (taux de matière grasse) et la conservation du lait. La race porte alors le nom de « hollandaise ».

### Internationalisation

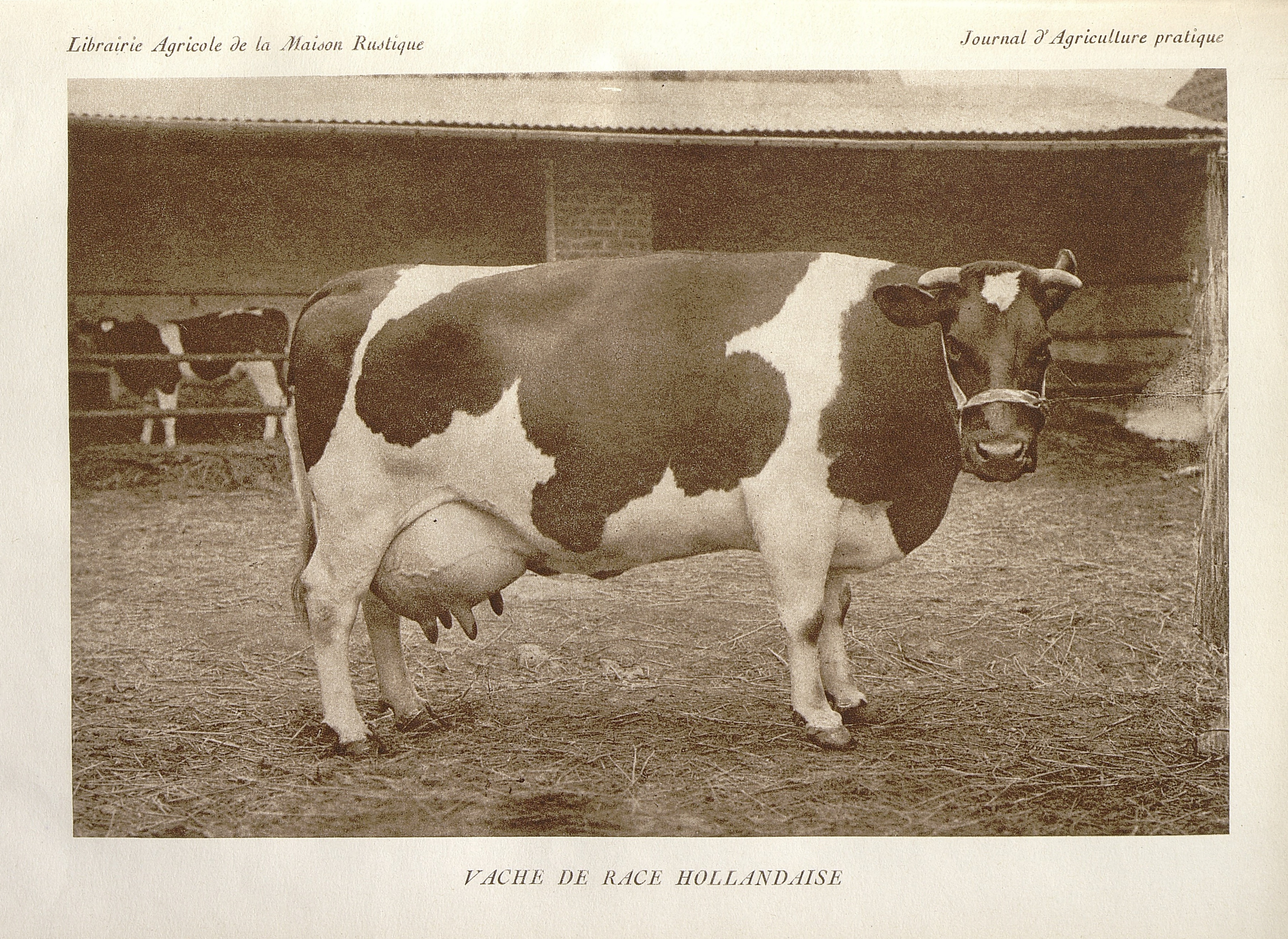
Hollandaise en France.

Au XIXe siècle, la race se répand rapidement en Europe et gagne l'Amérique du Nord ; elle porte le nom de holstein friesian au Canada et holstein aux États-Unis. Elle arrive en France au début du XXe siècle et connaît un succès immédiat. Elle est d'abord appelée « hollandaise pie noir » et possédera un herd-book dès 1922. Ses capacités laitières lui permettent de supplanter les races locales moins productives comme la rouge flamande ou la normande en accompagnant le développement de la consommation de lait et beurre en ville. Elle prend une avance numérique capitale durant la Seconde Guerre mondiale, quand le cheptel des deux races précitées est gravement diminué en zone de combats intenses et supplante nombre de races peu homogènes et à la productivité aléatoire.

### FFPN
Après la guerre, les objectifs de sélection de la race française évoluent pour obtenir des animaux mixtes, c'est-à-dire qu'un équilibre entre production de lait et de viande est recherché. Cette orientation est adoptée également dans le berceau de la race, les similarités entre animaux incitent à rebaptiser en 1952 la race « Française Frisonne Pie-noir » (d'où l'utilisation du sigle « FFPN » à cette époque).

### Prim'holstein
Dans les années 1970-1980, la disparité de productivité entre races pie noir européennes et américaine est devenue importante en raison d'une sélection très poussée de la race nord-américaine : on a recherché des animaux généralement plus laitiers, à la mamelle mieux conformée grâce à une base de sélection plus large et une sélection des taureaux sur descendance entreprise plus précocement. L'introduction de reproducteurs de la population holstein américaine et de semence dans les élevages français de Française Frisonne Pie-noir va modifier les caractéristiques de la race. En 1990, en France, la race est modifiée au point qu'on peut parler de croisement d'absorption et la décision de la renommer en « prim’holstein » est prise. Toutefois, dans la majorité des pays du monde, cette race est appelée "Holstein" ou "Holstein Friesian".
Certains taureaux reproducteurs prim’holstein sont célèbres. Jocko Besne (1994-2012) fut longtemps le porte-drapeau de l'élevage laitier français. De par son indice génomique, Louxor est considéré comme le meilleur taureau potentiel en 2016 et 2017.

## Caractéristiques

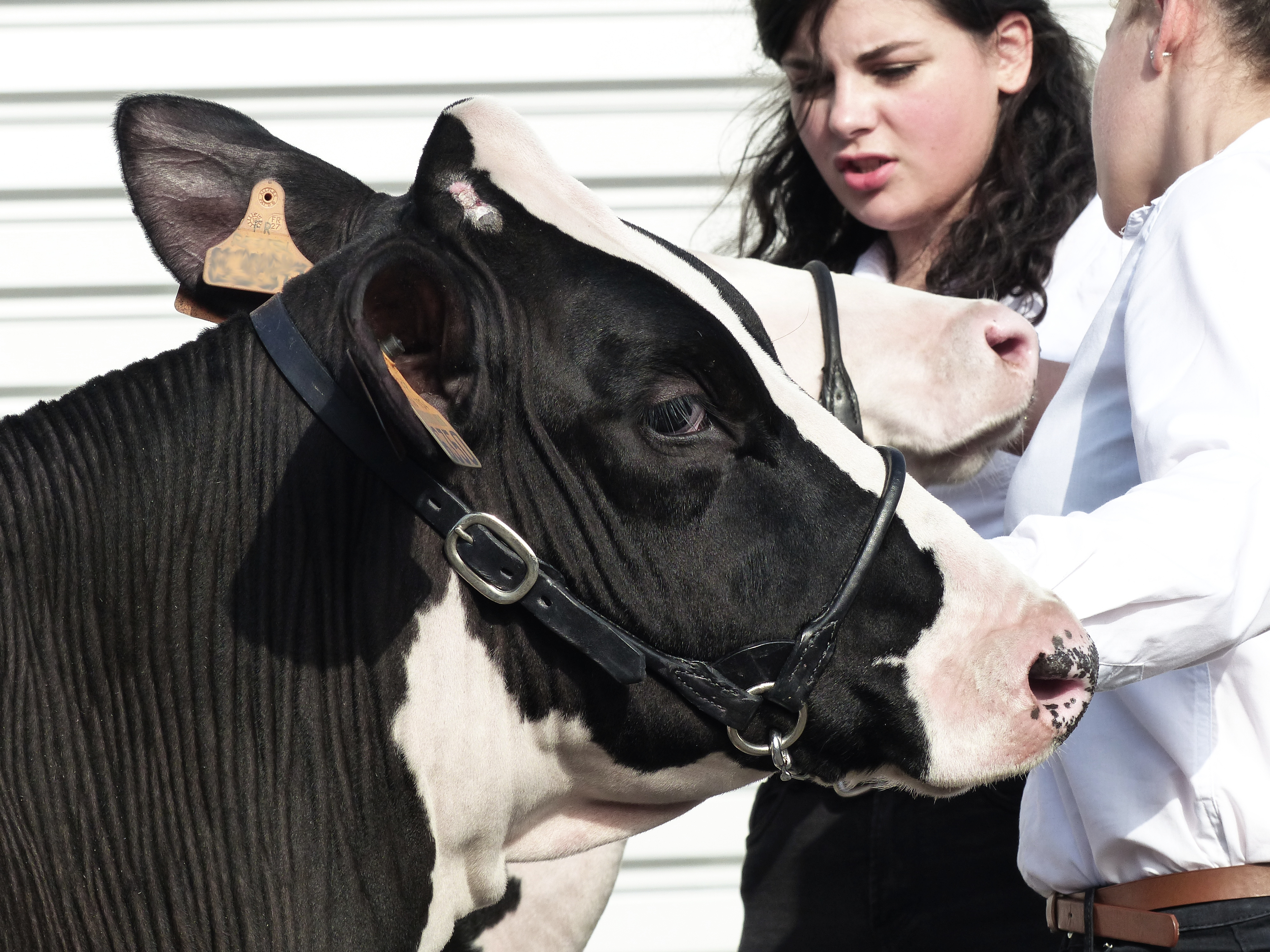
Une génisse prim’holstein au concours régional de Pontivy 2017.

Elle porte une robe pie noir, à taches blanches et noires bien délimitées. On trouve un petit pourcentage de sujets pie rouge (on parle alors de red holstein). Les muqueuses sont claires et les cornes en croissant court, quand elles ont été conservées. Elle possède généralement une grande capacité d'ingestion de fourrages, de bons aplombs, et une bonne mamelle. 
C'est une vache de grande taille : la hauteur au sacrum est en moyenne de 1,50 m chez les femelles et 1,65 m chez les mâles et le poids moyen respectivement de 600-700 kg et 900-1 200 kg. 

## Aptitudes

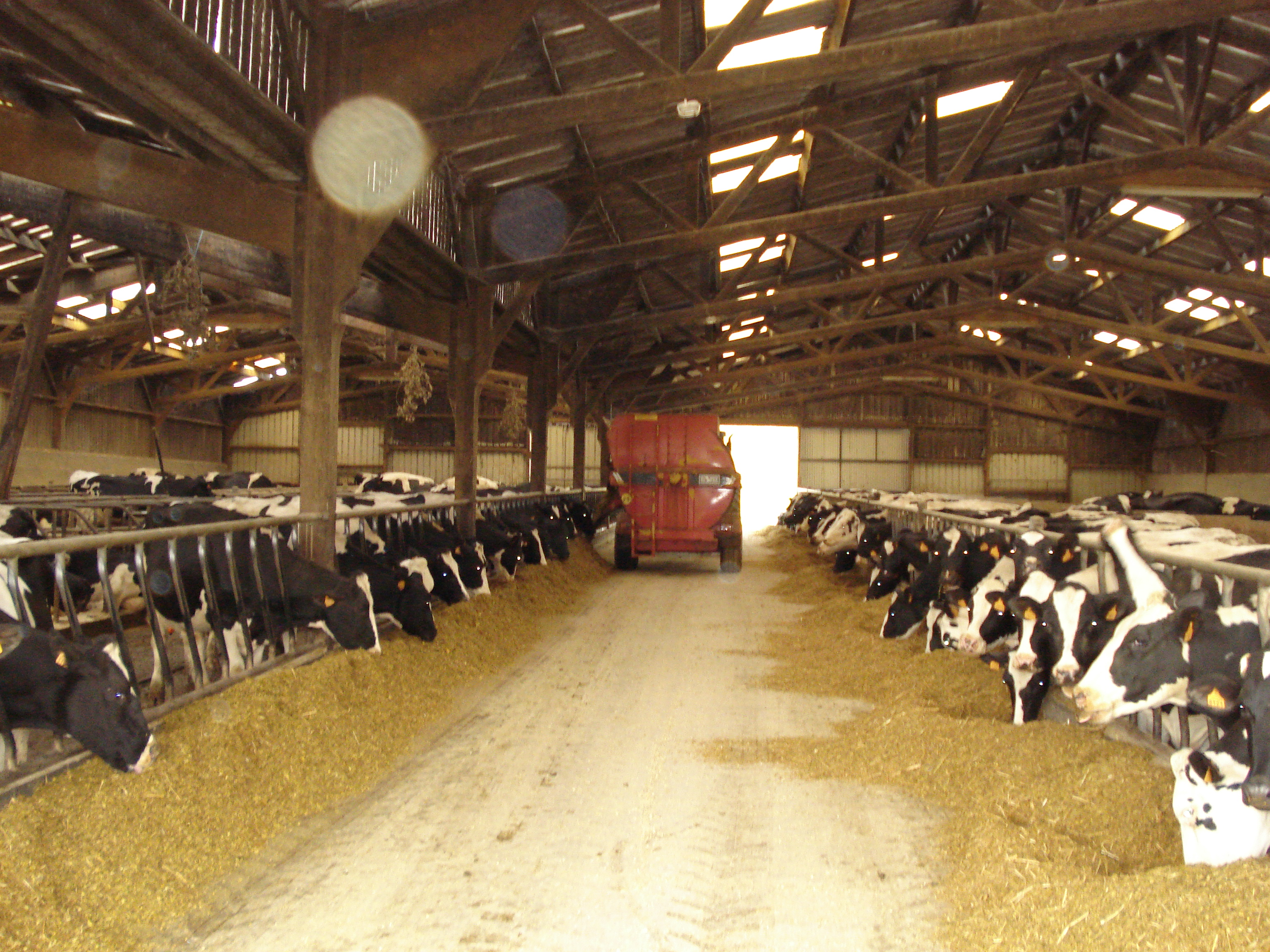
Élevage laitier français caractéristique des années 2010.

### Laitière
La production atteint 9 330 kg de moyenne par lactation, avec taux de matière grasse (taux butyreux) de 39,7 grammes par litre et un taux de matière azotée (taux protéique) de 31,9 grammes par litre. Son succès est dû à sa croissance rapide et à sa grande adaptabilité à l'élevage intensif (bonne conformation de mamelle et grande efficacité de transformation de fourrage). Elle assure à elle seule 80 % de la collecte nationale française de lait destiné à l'industrie laitière : yaourts, lait en bouteille, fromages hors AOC/AOP. Elle a été exclue du cahier des charges des principales AOC/AOP françaises, et on lui préfère ainsi d'autres races pour l'élaboration de ces fromages (Normande, Montbéliarde, Abondance…). Elle est par contre à l'origine de la majorité du lait collecté pour la production de fromage prestigieux comme le parmigiano reggiano AOP ou le Gruyère suisse AOP.

### Élevage
C'est une race précoce, les génisses ayant leur premier vêlage en moyenne à environ deux ans.
Le nombre de vaches classées « grande laitière », soit plus de 100 000 kg de lait atteint en moyenne au bout de neuf lactations, est en augmentation régulière depuis que ce classement est établi. Le record de productivité en 2015 appartenait à une vache du département de la Meuse : elle a donné 182 915 kg de lait en dix années de lactation.

### Système d'exploitation
Les animaux sont renommés pour leur adaptabilité, seul le climat de haute montagne trouve des races mieux adaptées. L'élevage peut être intensif à base d'ensilage et aliment concentré ou entièrement à l'herbe et au foin ou en agriculture biologique. 73 % des élevages travaillent en race pure. Dans ces élevages, les veaux nouveau-nés sont généralement séparés de leur mère. Les mâles sont vendus pour engraissement et les femelles prometteuses sont conservées pour le renouvellement du troupeau. 
Les vaches de réforme sont en revanche peu recherchées par la boucherie et alimentent principalement le marché de la grande distribution. Une bonne partie du troupeau est mené en croisement avec des races bouchères, solution permise par un vêlage aisé. Les veaux sont ainsi mieux valorisés grâce à une bonne conformation de carcasse.

### Pathologies
Une étude faite dans les abattoirs en France a montré que cette race bovine et la limousine sont les plus touchées  par les schwannomes, surtout chez les animaux plus âgés.

## Effectifs

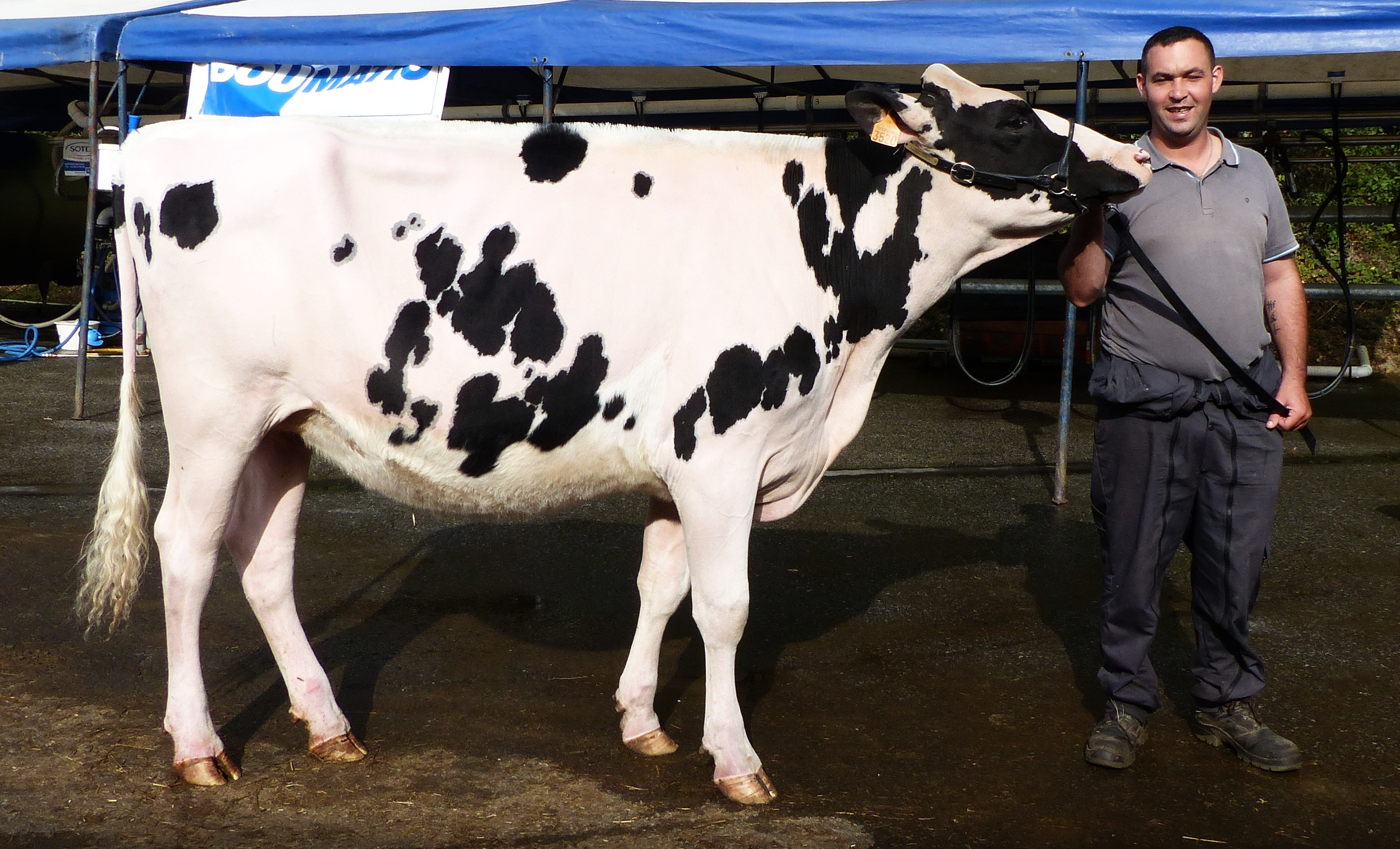
Vache prim’holstein au concours régional de Pontivy 2017.

Elle est la première race laitière française, prépondérante dans les élevages laitiers du Grand Ouest, de la Nouvelle-Aquitaine aux Hauts-de-France  en passant par les Pays de la Loire, la Bretagne, le Centre-Val de Loire, la Normandie, mais aussi le Grand Est. 
Les effectifs sont de 2,5 millions d'individus dont 1,7 million de vaches en contrôle laitier et 400 000 en sélection sur la morphologie. Cette population représente 30 % de l'élevage bovin français mais 70 % de l'élevage laitier.
La prim’holstein n'est pas, à proprement parler, exportée, mais elle appartient à la race mondiale holstein et des échanges de semence et embryons ont lieu entre pays éleveurs.
Elle représente 80 % du lait qui alimente l'industrie laitière pour la production de lait, yaourts, desserts lactés… Ils entrent également en production fromagère dans des fromages génériques. Ils entrent aussi dans la fabrication des fromages en appellation d'origine protégée qui ne spécifient pas l'origine raciale des animaux. Les AOP de l'Est, du Sud-Est et du Centre de la France ont retenu des races régionales ou locales dans leur décret d'appellation, raison de la plus faible représentation de prim’holstein dans cette région.